# Vighizzolo d'Este
Vighizzolo d'Este est une commune italienne de la province de Padoue, dans la région Vénétie.

## Administration
| Période                                  | Période | Identité | Étiquette | Qualité |
| ---------------------------------------- | ------- | -------- | --------- | ------- |
|                                          |         |          |           |         |
| Les données manquantes sont à compléter. |         |          |           |         |

### Communes limitrophes
Carceri, Este, Piacenza d'Adige, Ponso, Sant'Urbano, Villa Estense.